# Achille D'Orsi

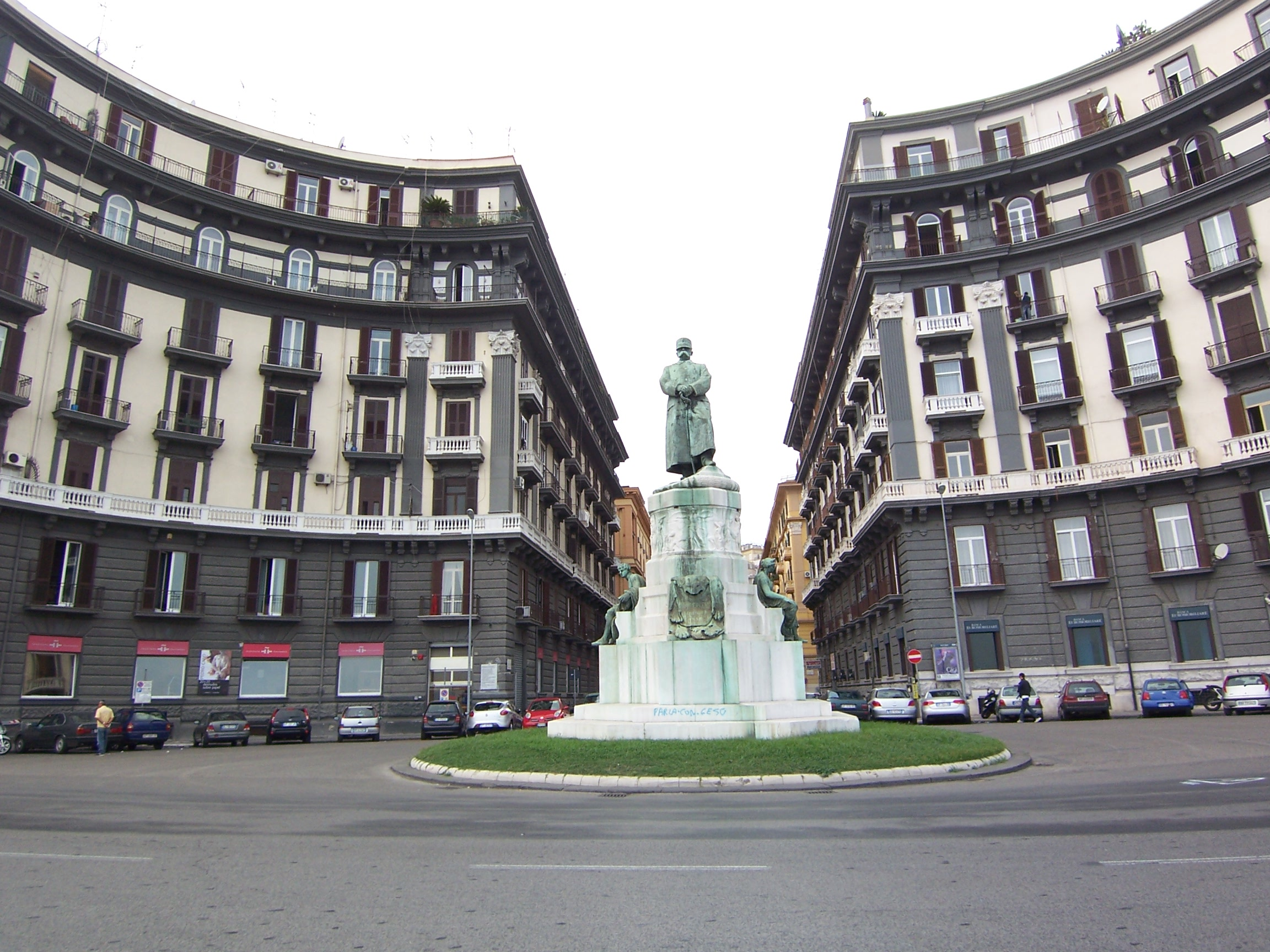
Monumento ad Umberto I a Napoli

Achille D'Orsi (Napoli, 6 agosto 1845 – 8 febbraio 1929) è stato uno scultore italiano.

## Biografia
Allievo di Tito Angelini e Tommaso Solari all'Accademia di Belle Arti di Napoli perfezionò la propria arte con un soggiorno a Roma, prima di tornare a vivere nel capoluogo campano.
Aderisce alla corrente realista e diventa conosciuto con le sue opere Parassiti (il modello in bronzo è oggi custodito nella Galleria d'Arte Moderna di Firenze, mentre quello in gesso patinato a finto bronzo nel Museo Nazionale di Capodimonte a Napoli), La vecchia e Il venditore, presentate all'Esposizione di Napoli del 1877. Queste stesse opere furono riproposte l'anno successivo all'Esposizione Universale del 1878 tenutasi a Parigi.
La consacrazione arriva tre anni più tardi, con Proximus tuus, all'Esposizione di Torino.
All'inizio del XX secolo continua ad ottenere consensi, con la sua partecipazione alla Biennale di Venezia, dove espone lavori come Nel concilio di Trento (1909), Romano della decadenza (1914), Nell'antico Egitto (1924) ed Eolo (1928).
Durante la sua carriera gli furono commissionati numerosi busti e ritratti; fra questi il monumento ad Umberto I d'Italia a Napoli, quelli al filosofo Bernardino Telesio a Cosenza e ad Orazio a Venosa, i busti di Filippo Palizzi e di Salvatore Farina.
Una sua grande statua di marmo raffigurante Alfonso d'Aragona è situata davanti alla facciata del Palazzo Reale di Napoli e fa parte della serie di otto re di Napoli.

## Opere
Pescatorello di Granchi, scultura in bronzo brunito, Museo Fortunato Calleri di Catania. . Molto importanti anche le sue statue monumentali come quella di Ruggiero Bonghi in marmo a Lucera (FG)  nella piazzetta omonima e quella dedicata allo stesso statista in bronzo a Napoli in corso Umberto I di fronte a via Mezzocannone . Sua la statua bronzea di Quinto Orazio Flacco a Venosa (Pz) di grande effetto plastico nella piazza a lui dedicata. Sua anche la bellissima Vittoria Alata eretta sul monumento ai Caduti nella piazza di Forenza (PZ)